# Luis Pedroche y Rojo
Luis Pedroche y Rojo (Madrid, 22 de junio de 1953) es un economista español. Interventor Auditor del Estado, Inspector de Hacienda y Censor Jurado de Cuentas, ha sido director general con rango de Subsecretario de la Agencia Estatal de Administración Tributaria desde 2004 a 2010, siendo sustituido por Juan Manuel López Carbajo.
Licenciado en Ciencias Económicas por la Universidad Complutense de Madrid. Fue Subdirector General de Recaudación Ejecutiva en la Dirección General de Recaudación. En 1979 se diplomó también en Pedagogía Educacional. En 1993 fue nombrado Director del Departamento de Recaudación y, posteriormente, Director del Departamento Económico-financiero de la Agencia Tributaria. En 1997 pasó a ocupar el puesto de Jefe de Área de Planificación y Control en la Delegación Especial de la Agencia Tributaria de Madrid y desde junio de 2002 fue Auditor Nacional Jefe de División en la Oficina Nacional de Auditoría de la Intervención General de la Administración del Estado.